# Gérard Dubrac
Gérard Dubrac, né le 10 octobre 1952 à Azerables (Creuse), est un homme politique français, ancien député du Gers et maire de Condom.

## Biographie
Après ses études  à la Faculté de Pharmacie de Toulouse, Gérard Dubrac s’installe comme pharmacien à Condom en 1979. En 1983 il s’engage dans la vie municipale et devient adjoint au maire aux affaires sociales sous le mandat de Jean Dubos. À ce poste il crée un service de soins infirmiers à domicile qui couvre les cantons de Condom, Montréal et Valence.
Élu maire en 1995, il est réélu en 2001 et devient le même jour conseiller général du canton de Condom. 
En 1999, il s’emploie à mettre en place la communauté de communes de la Ténarèze qui compte 9 communes (Beaumont, Béraut, Blaziert, Cassaigne, Castelnau-sur-l'Auvignon, Caussens, Condom, Larressingle, Mouchan). Il en devient le président lors de sa création en janvier 2000.
En 2002, il est investi par l'UMP lors des élections législatives dans la deuxième circonscription du Gers et est finalement élu au second tour avec 52,16 % des suffrages.
Réinvesti lors des élections législatives de 2007, il affronte entre autres la socialiste Gisèle Biémouret et une figure locale importante, le maire du PRG de Fleurance, Raymond Vall. Il recueille 38 % des voix au 1er tour contre 26 à sa concurrente socialiste. Au second tour il est finalement défait, sur le fil (540 voix), par Gisèle Biémouret qui totalise 50,59 % des suffrages.
En 2008, il se présente à la fois aux élections cantonales et municipales à Condom. L'histoire se répète et il est à nouveau battu (cette fois ci largement) par la socialiste Gisèle Biémouret qui récolte plus de 56 % des voix sur le canton. Parallèlement, sa liste pour les élections municipales est devancée de 14 voix par celle conduite par le socialiste Bernard Gallardo. Gérard Dubrac est ainsi défait le même jour à la fois sur sa ville et son canton.
En septembre 2009, dans une affaire de marchė public, Gérard Dubrac est condamné à 3 000 euros d'amende et dix ans d'inéligibilité. En décembre de la même année, sans contester la condamnation, cette inéligibilité sera levée. 
En mars 2014, il est réélu à son poste de maire de Condom en battant le maire socialiste sortant Bernard Gallardo dès le premier tour avec 58,51% des suffrages.

## Mandats
- 14/03/1983 - 19/03/1989 : Adjoint au maire de Condom (Gers) (DL)
- 19/06/1995 - 18/03/2001 : Maire de Condom (Gers)
- 19/03/2001 - 12/07/2002 : Membre du Conseil général du Gers
- 16/06/2002 - 17/06/2007 : Député de la deuxième circonscription du Gers (UMP)
- 19/03/2001 - 21/03/2008 : Maire de Condom (Gers)
- 21/03/2008 - mars 2014 : Conseiller municipal de Condom (Gers)
- 04/04/2014 - 04/07/2020 : Maire de Condom